# Discriminante

Polinomios cuadráticos según su discriminante.

En álgebra, el discriminante de un polinomio es una cierta expresión de los coeficientes de dicho polinomio que es igual a cero si y solo si el polinomio tiene raíces múltiples en el plano complejo.
Por ejemplo, el discriminante del polinomio cuadrático
{\displaystyle ax^{2}+bx+c\,}       es       {\displaystyle b^{2}-4ac\,}.
El discriminante del polinomio cúbico
{\displaystyle ax^{3}+bx^{2}+cx+d\,}       es       {\displaystyle b^{2}c^{2}-4ac^{3}-4b^{3}d-27a^{2}d^{2}+18abcd\,}.
Este concepto también se aplica si el polinomio tiene coeficientes en un cuerpo que no está contenido en los números complejos. En este caso, el discriminante se anula si y solo si el polinomio tiene raíces múltiples en su cuerpo de descomposición.
El concepto de discriminante ha sido generalizado a otras estructuras algebraicas además de los polinomios, incluyendo secciones cónicas, formas cuadráticas y cuerpos de números algebraicos. Los discriminantes en la teoría de números algebraicos están fuertemente relacionados y contienen información sobre ramificaciones. De hecho, los tipos de ramificación están relacionados con tipos más abstractos de discriminantes, lo que convierte esta idea algebraica en capital en muchas aplicaciones.

## El discriminante de un polinomio

### El discriminante de los polinomios cuadráticos
El polinomio cuadrático {\displaystyle p(x)=ax^{2}+bx+c} tiene discriminante {\displaystyle \Delta =b^{2}-4ac}, que es la cantidad bajo el signo de la raíz cuadrada en la fórmula de la solución de la ecuación de segundo grado. Dados los números reales {\displaystyle a,b,c,} se tiene: 
- Si {\displaystyle \Delta >0}, entonces {\displaystyle p(x)} tiene dos raíces reales distintas {\displaystyle x_{1,2}={\frac {-b\pm {\sqrt {b^{2}-4ac}}}{2a}}}, y su representación cruza el eje de las abscisas dos veces.

### El discriminante de los polinomios cúbicos
El polinomio cúbico {\displaystyle ax^{3}+bx^{2}+cx+d} tiene discriminante {\displaystyle b^{2}c^{2}-4ac^{3}-4b^{3}d-27a^{2}d^{2}+18abcd}.

### Caso general
El discriminante del polinomio general
{\displaystyle p(x)=a_{n}x^{n}+a_{n-1}x^{n-1}+a_{n-2}x^{n-2}+\ldots +a_{1}x+a_{0}}
es, hasta cierto factor, igual al determinante de la matriz (2n − 1)×(2n − 1) (Véase también: matriz de Sylvester)
{\displaystyle \left({\begin{matrix}&a_{n}&a_{n-1}&a_{n-2}&\ldots &a_{0}&0&\ldots &\ldots &0\\&0&a_{n}&a_{n-1}&a_{n-2}&\ldots &a_{0}&0&\ldots &0\\&\vdots \ &&&&&&&&\vdots \\&0&0&\ldots \ &0&a_{n}&a_{n-1}&a_{n-2}&\ldots &a_{0}\\&na_{n}&(n-1)a_{n-1}&(n-2)a_{n-2}&\ldots \ &1a_{1}&0&\ldots &\ldots &0\\&0&na_{n}&(n-1)a_{n-1}&(n-2)a_{n-2}&\ldots \ &1a_{1}&0&\ldots &0\\&\vdots \ &&&&&&&&\vdots \\&0&0&\ldots &0&na_{n}&(n-1)a_{n-1}&(n-2)a_{n-2}&\ldots \ &1a_{1}\\\end{matrix}}\right)}

El determinante de esta matriz se conoce como la resultante de {\displaystyle p(x)} y {\displaystyle p'(x)}, notación {\displaystyle R(p,p')}. El discriminante {\displaystyle D(p)} de {\displaystyle p(x)} viene dado por
{\displaystyle D(p)=(-1)^{{\frac {1}{2}}n(n-1)}{\frac {1}{a_{n}}}R(p,p')\,}.

Por 
El discriminante del polinomio de cuarto grado se obtiene a partir de su determinante dividiéndolo por {\displaystyle a_{4}}.

De forma equivalente, el discriminante es igual a
{\displaystyle a_{n}^{2n-2}\prod _{i<j}{(r_{i}-r_{j})^{2}}}
donde r1,..., rn son las raíces complejas (contando su multiplicidad) del polinomio p(x):
{\displaystyle {\begin{matrix}p(x)&=&a_{n}x^{n}+a_{n-1}x^{n-1}+\ldots +a_{1}x+a_{0}\\&=&a_{n}(x-r_{1})(x-r_{2})\ldots (x-r_{n})\end{matrix}}}
Esta segunda expresión clarifica que p tiene raíz múltiple si y solo si el discriminante es cero (la raíz múltiple puede ser compleja).
El discriminante puede definirse para polinomios en cuerpos arbitrarios de la misma manera. La fórmula que involucra las raíces ri 
igue siendo válida; las raíces tienen que tomarse en un cuerpo de descomposición del polinomio.

## Discriminante de una sección cónica
Para una sección cónica definida por el polinomio real:
ax2 + bxy + cy2 + dx + ey + f= 0,
el discriminante es igual a
b2 − 4ac,
y determina la forma de la sección cónica. Si el discriminante es menor a 0, la ecuación describe una elipse o una circunferencia. Si el discriminante es igual a 0, la ecuación describe una parábola. Si por el contrario es mayor a cero, la ecuación describe una hipérbola. Esta fórmula no funciona en los casos en que el polinomio ya se ha factorizado.

## Discriminante de una forma cuadrática
Hay una generalización de las formas cuadráticas Q sobre cualquier cuerpo K de característica ≠ 2. Pueden expresarse como la suma de términos
aiLi2
donde los términos Li son formas lineales y 1 ≤ i ≤ n donde n es el número de variables. Entonces el discriminante es el producto de ai, tomado en K/K2, y está bien definido. Una forma más invariante de decir lo mismo es que es el determinante de una matriz simétrica para Q.
- Datos: Q192487